# Allen Lowrie
Allen Lowrie (1948-2021) fue un botánico australiano, investigador, escritor, fotógrafo, artista ilustrador. Autor y coautor de descripciones de 231 nuevas especies y var. de las familias Droseraceae, Byblidaceae, Lentibulariaceae y Stylidiaceae en 24 revistas científicas.

## Biografía
Vivió en Duncraig, un suburbio de Perth, Australia Occidental, y es casado, tiene dos hijas, y tres nietos.
Lowrie, originalmente empresario e inventor, tomó contacto con la flora carnívora de Australia Occidental, a fines de los sesenta, y trabajando como amateur. Conforme pasó el tiempo, su afición se volvió profesión y Lowrie descubrió y describió numerosas especies, (especialmente Drosera, Byblis, Utricularia), parcialmente con el Dr. Neville G. Marchant.
Entre 1986 a 1998 publicó "Carnivorous Plants Of Australia" en tres volúmenes (1º: 1988, ISBN 0-85564-253-X; 2º: 1989, ISBN 0-85564-299-8; 3º: 1999, ISBN 1-875560-59-9), y un cuarto en ciernes. Otro foco de su trabajo es el género Stylidium Sw. ex Willd..
Murió en septiembre de 2021.

## Otras publicaciones
- Lowrie, A. 1997. Drosera paradoxa, a new species from northern Australia. Bulletin of the Australian Carnivorous Plant Soc. 16 (4): 10-12

- Lowrie, A., Kenneally, K.F. 1999. Stylidium candelabrum (Stylidiaceae), a new species from the Northern Territory, Australia. Nuytsia 13 (1): 251-254

- Lowrie, A., Coates, D.J., Kenneally, K.F. 1999. Stylidium chiddarcoopingense (Stylidiaceae), a new species from south-west Western Australia. Nuytsia 13 (1): 255-257

- Lowrie, A. 2001. An expedition to Yampi Peninsula in the Kimberley district Western Australia. Bull. of the Australian Carnivorous Plant Society Inc. 20 (2): 3-9

- Lowrie, A. 2001. Floral mimicry and pollinator observations in carnivorous plants. Bull. of the Australian Carnivorous Plant Society Inc. 12 (2): 10-15
- La abreviatura «Lowrie» se emplea para indicar a Allen Lowrie como autoridad en la descripción y clasificación científica de los vegetales.[5]